# ادانهام
ادانهام در عمان است که در dhofar governorate واقع شده‌است.